# Campbellobates acanthus
Campbellobates acanthus är en kvalsterart som beskrevs av Wallwork 1964. Campbellobates acanthus ingår i släktet Campbellobates och familjen Oripodidae.

## Underarter
Arten delas in i följande underarter:
- C. a. acanthus
- C. a. hawaiiensis